# Eunebristis cinclidias
Eunebristis cinclidias är en fjärilsart som beskrevs av Edward Meyrick 1918. Eunebristis cinclidias ingår i släktet Eunebristis och familjen stävmalar. Inga underarter finns listade i Catalogue of Life.